# Hasan Kabze
Hasan Salih Kabze (Ankara, Turquía, 26 de mayo de 1982), futbolista turco. Juega de delantero y su actual equipo es el Orduspor de la Superliga de Turquía.

## Selección nacional
Ha sido internacional con la Selección de fútbol de Turquía, ha jugado 7 partidos internacionales y ha anotado 2 goles.

## Clubes
| Club            | País    | Año           |
| --------------- | ------- | ------------- |
| Bucaspor        | Turquía | 2000 - 2002   |
| Dardanelspor    | Turquía | 2002 - 2005   |
| Galatasaray SK  | Turquía | 2005 - 2007   |
| FC Rubin Kazan  | Rusia   | 2007 - 2010   |
| Montpellier HSC | Francia | 2010-2012     |
| Orduspor        | Turquía | 2012-presente |

## Palmarés

### Campeonatos nacionales
| Título                | Club            | País    | Año     |
| --------------------- | --------------- | ------- | ------- |
| Superliga de Turquía  | Galatasaray SK  | Turquía | 2006    |
| Copa de Turquía       | Galatasaray SK  | Turquía | 2005    |
| Liga Premier de Rusia | FC Rubin Kazan  | Rusia   | 2009    |
| Liga Premier de Rusia | FC Rubin Kazan  | Rusia   | 2010    |
| Ligue 1               | Montpellier HSC | Francia | 2011-12 |